# Siemion Dumny
Szymon Iwanowicz Dumny (zwany także Pysznym) (ros.Семён Иванович Гордый) (ur. 1316 w Moskwie, zm. 27 kwietnia 1353 tamże) – wielki książę moskiewski i włodzimierski (1340–1353). Syn Iwana I Kality, brat Iwana II Pięknego.
Władzę po ojcu przejął praktycznie bez problemu, szybko także uzyskał jej zatwierdzenie przez Ordę. Supremację polityczną Siemona uznała prawie cała Ruś. Jedynie Nowogród początkowo się sprzeciwiał, lecz po wysłaniu wojska i to księstwo uległo, czego dowodem była zapłata kontrybucji na rzecz wielkiego księcia i przyjęcie jego namiestnika.
W czasie rządów Szymona w państwie doszło do buntu bojarów, zaniepokojonych wzmocnieniem władzy centralnej. Książę jednak tłumił szybko wszelkie oznaki niezadowolenia. Do księstwa przyłączono m.in. niewielkie księstwo juriewskie, położone w kierunku północno-zachodnim od Włodzimierza.
Siemon Dumny zmarł w 1353 roku, w wyniku panującej zarazy.
Był trzykrotnie żonaty; pozostawił jedną córkę.
Miał syna Daniela (ur. 15 grudnia 1347).